# Тёмное королевство (сериал)
Тёмное королевство (англ. Gormenghast) — четырёхсерийный телевизионный мини-сериал производства BBC (совместно с WGBH Boston) по трилогии Мервина Пика «Горменгаст». Хотя фильм и заявлен как фэнтези, в нем нет ни магических существ, ни волшебства, характерных для этого жанра.  По сути, это социальная драма.

## Сюжет
Действие фильма разворачивается в сказочной стране, центром которой является громадный замок Горменгаст. Правит в нём древний род Гроунов. Вся жизнь королевской семьи и самого Горменгаста основана на фундаменте традиций и правил, описанных в своде законов — в огромной книге Хранителя Ритуалов.
Когда рождается 77-й правитель Горменгаста Титус Гроун, в замке появляется кухонный служитель Стирпайк. Воплощая в жизнь свою коварную мечту — добраться к самому трону Горменгаста. Он довольно успешно занимает высокие должности, устраняя тех, кто стоит у него на пути.
Флай, опальный слуга лорда, ставший отшельником, наблюдает в подзорную трубу за Стирпайком. С Флаем случайно встречается уже подросший Титус Гроун, сбежавший в лес от очередного нудного ритуала, выдуманный ставшим хранителем — Стирпайком. После он приводит туда и свою сестру. Флай предупреждает их об опасности, исходящей от Стирпайка. Фуксия взрывается и не желает слушать, потому что втайне питает чувства к Стирпайку, которые взаимны.
Когда Титусу исполняется семнадцать лет, Флай проникает в замок вместе с Титусом и доктором Пруне. Вместе они следят за Стирпайком. Вскоре они узнают, что тот виновен в смерти сестер Гроун, при попытке нападеня на Стрипайка, погибает слуга Флая. Титус страшно трусит, но Стирпайк не трогает его, удовлетворившись его испугом.
Мать Титуса, Леди Гертруда, из-за пропажи лорда и бесхарактерности сына взявшая бразды правления в свои руки, объявляет поиски преступника. Тем временем в замке начался сильный шторм, который залил первые этажи замка. Люди и продукты эвакуируются наверх. Стирпайк, оставшись  без пропитания, проникает в комнату Фуксии в надежде на её помощь. Там он с ней встречается, пылко объясняется и даже пытается поцеловать, но вдруг неосторожно, в  порыве страсти, называет её не «Леди Фуксия», а просто «Фуксия». Она взрывается и зовет стражу. Стирпайк убегает. Фуксия, остыв, понимает, что Стирпайка, которого она любила, больше ей не увидеть, а никому другому она не нужна, она бросается в воду и тонет.
Брат Фуксии впервые проявляет характер и самостоятельно отправляется на поиски Стирпайка, считая его повинным в смерти сестры. Тот ловко уходит из-под носа Титуса, оставляя его без лодки. Но стража и мать Гроуна приходят на помощь и вместе загоняют Стирпайка. Тот опять практически уходит от них, однако Титус, схватив меч, яростно бросается на Стирпайка, и удача оказалась на его стороне — Стирпайк, готовый отразить удар, напарывается на острие меча и погибает.
В конце концов Титус уезжает из Горменгаста путешествовать, однако мать считает, что он всё-таки вернётся и возьмёт на себя бразды правления замком, так как Титус Гроун – единственный наследник графства Горменгаст.

## В ролях
- Стирпайк — Джонатан Рис-Майерс
- Леди Гертруда — Селия Имри
- Лорд Гроун — Иэн Ричардсон
- Леди Фуксия — Нив Макинтош
- Флай — Кристофер Ли
- Свелтер — Ричард Гриффитс;
- Титус Гроун — Камерон Паури (в 12 лет) и Эндрю Робертсон (в 17 лет)
- Д-р Альфред Прунскволлор — Джон Сешнс
- Ирма Прунскволлор — Фиона Шоу
- Баркентайн — Уоррен Митчелл
- Няня Слагг — Джун Браун
- Кларис Гроун — Зои Уонамейкер
- Кора Гроун — Линси Бакстер
- Проф. Беллгрув — Стивен Фрай
- Моллокс (слуга доктора) — Эрик Сайкес
- Человек с книгой — Джордж Ясуми
- Доггит — Льюис Роуз
- Проф. Мюл — Стив Пембертон
- Проф. Шред — Фил Корнуэлл
- Проф. Пёч — Марк Уильямс
- Проф. Флюк — Джеймс Дрейфус
- Проф. Флавер — Мартин Клунз
- Директор Сме’Ерть — Спайк Миллиган
- Ротткод — Уиндсор Дейвис
- Дикарка — Даниела Зоччи
- Кеда — Ольга Сосновска
- Поэт — Шон Хьюз